# 미국 이민의 역사
미국 이민의 역사는 1600년경 최초의 유럽 정착민들이 도착한 이후 미국으로 이동한 사람들에 대한 내용을 다룬다. 약 1600년부터 시작하여, 영국인과 다른 유럽인들이 주로 동해안에 정착했다. 이후 아프리카인들이 노예로 데려와졌다. 미국은 오랜 시간에 걸쳐 오르락 내리락 하는 쇄도하는 이민자들의 파도를 경험했다. 주로 유럽에서 온 사람들로 때로는 배 삯만 지불하거나, 때론 신세계에 도착 후 도제가 되려는 여행자들이었다. 때로는 이민 규칙이 더욱 엄격했다. 1965년 수 많은 제한들이 종식됨으로써, 그리고 값싼 항공 여행 이민의 도래는 아시아와 라틴 아메리카에서 오는 이민자들의 수를 늘렸다.
새로운 이민자들에 대한 태도는 1790년 이후 호의와 적대적 태도 사이를 오갔다.

## 식민지 시대~1600~1775년
최초의 성공적인 식민지는 1607년 버지니아 제임스타운에서 시작되었다. 한때 담배가 수지가 맞는 작물이었으며, 많은 플랜테이션이 체사피크 만을 따라 버지니아와 매릴랜드에 만들어졌다.
이것이 1775년 미국독립전쟁이 일어나기까지 최초이자, 가장 오랜 이민을 시작했다. 이 시기동안에 정착민들은 신세계에 있는 영국령 해외 영토에서부터 영국령 아메리카까지 성장시켰다. 이 땅은 주로 영국이나 독일, 네덜란드에서 온 서유럽들을 불러왔다. 17세기 중반부터, 영국이 통치했으며, 영국이 가장 많은 도착 집단이었다. 정확히 말하자면 그들은 이민자는 아니었다. 왜냐하면, 그들은 영국령으로 남아있었기 때문이다. 90% 이상이 농부가 되었다.
많은 수의 젊은 남녀가 일꾼으로 홀로 왔다. 그들의 배 삯은 농장, 상점에 손길이 필요한 식민지에 있는 고용주로부터 지불되었다. 그들은 식량과 주거, 의류, 교육을 지원받았지만, 임금은 받지 않았다. 도제가 끝나면(보통 21살경), 그들은 자유롭게 결혼하며, 자신의 농장을 가꿀 수 있었다.

### 뉴잉글랜드
1620년 매사추세츠 플리머스 근처에 수백명의 잉글랜드계 필그림이 신세계에 종교의 자유를 찾아 작은 정착촌을 세웠다. 1629년에서 1640년에 수만 명의 잉글랜드계 청교도들이 그들의 종교적 자유를 누릴 수 있는 매사추세츠 보스톤으로 왔다. 현재의 코네티컷, 로드 아일랜드, 뉴햄프셔 지역에 초기의 매사추세츠 뉴잉글랜드 식민지가 북동부 해안을 따라 세워졌다.  이 지역의 대규모의 이민자들 1700년 이전에 끝이 났지만, 소규모의 꾸준한 이민 행렬이 이후에도 계속되었다.
===네덜란드인===l

### 미들 식민지
식민지

## 1850~1930년 인구

### 인구
틀:독일 이민자
독일 이민자들은 1850년대부터 미국으로 이주했다. 당시 프로이센의 혼란스러운 전쟁상을 피해서 콘벨트가 조성된 미국의 중서부에 주로 정착했다.

## 1939~2000년 이민

### 1980년대
1987년 5월 5일에 신이민법이 발표되었다. 이 법에 의하면, 1982년 이전에 미국에 불법입국하여 1987년 5월 5일 계속 거주하고 있는 사람에게는 영주권을 부여하고, 불법 입국자를 고용하는 사업주에게는 최고 1만 달러의 벌금과 6개월 미만의 징역형에 처하도록 하였다. 멕시코 등 중남미 국가들은 미국의 이 법에 대해 강한 반발을 표시했다.

## 같이 보기
- 미국인
- 미국 시민권
- 미국의 인구
- 인종의 용광로
- 미국의 인종차별
- 미국의 종교
- 미국의 노예 제도